# Express 2
O Express 2, também conhecido por Express 12L, foi um satélite de comunicação geoestacionário russo da série Express construído pela NPO Prikladnoi Mekhaniki (NPO PM). Na maior parte de sua vida útil ele esteve localizado na posição orbital de 80 graus de longitude oeste e era de propriedade da empresa estatal Russian Satellite Communications Company (RSCC). O satélite foi baseado na plataforma MSS-2500-GSO (MSS-740) e sua vida útil estimada era de 7 anos. O mesmo saiu de serviço junho de 2002, após ficar à deriva, provavelmente ficou sem combustível.

## Lançamento
O satélite foi lançado com sucesso ao espaço no dia 26 de setembro de 1996, às 17:50 UTC, por meio de um veículo Proton-K/Blok-DM-2M a partir do Cosmódromo de Baikonur, no Cazaquistão. Ele tinha uma massa de lançamento de 2.500 kg.